# Medalla de la Amistad Chino-Soviética
La Medalla de la Amistad chino-soviética de larga vida (en chino: 中蘇友誼萬歲獎章; en ruso: Медаль «Китайско-советская дружба»), es una medalla conmemorativa emitida por el gobierno de la República Popular China en 1951.

## Historia
La medalla fue establecida en 1951 por decreto del Gobierno Popular Central, con el fin de expresar su agradecimiento a la Unión Soviética por el apoyo técnico y la asistencia brindados desde la fundación de la República Popular China en 1949. El 14 de febrero de 1950, China y la Unión Soviética firmaron el Tratado de Amistad, Alianza y Asistencia Mutua sino-soviético. El 15 de febrero, cerca de 2000 representantes de ambos países participaron en una reunión de celebración, a la que asistieron cuarenta dignatarios soviéticos, entre ellos Peter Vladimirov, cónsul general de la Unión Soviética en Shanghái. El alcalde de Shanghái, Chen Yi, pronunció un discurso en nombre del pueblo de Shanghái en la reunión de celebración en apoyo del tratado.

Póster de propaganda chino celebrando la amistad chino-soviética (1951)

En marzo de 1950, a petición del gobierno chino, la Unión Soviética envió un grupo de defensa aérea a Shanghái para ayudar al Ejército Popular de Liberación en la defensa aérea de Shanghái de los ataques aéreos de la Fuerza Aérea Nacionalista China que operaban desde bases en Taiwán. Después de octubre, el grupo de defensa aérea soviético abandonó Shanghái y regresó a China en lotes tras el estallido de la guerra de Corea.
Durante la guerra de Corea, la medalla fue otorgada a especialistas soviéticos y asesores militares por la asistencia brindada al Ejército Popular de Voluntarios. Al mismo tiempo, fue una medalla conmemorativa para otorgar a varias delegaciones soviéticas que visitaron la República Popular China, y un premio de aniversario para entregar con motivo de eventos solemnes. El 15 de septiembre de 1955, el gobierno chino decretó que cada personal militar soviético que abandorara China, recibiría la medalla, y una carta de agradecimiento para agradecer a los «Camarada Expertos soviéticos» por su trabajo en China. El primer ministro Zhou Enlai o el presidente Mao Zedong eran las personas encargadas de entregar la medalla y el certificado.
A finales de junio de 1956, por invitación del gobierno chino, tres buques de guerra de la Flota del Pacífico dirigidos por el comandante de la Flota del Pacífico Valentín Chekurov visitaron Shanghái. Esta era la primera visita amistosa de una flota naval extranjera desde el final de la guerra civil china y asistieron más de 2000 personas. El 25 de junio, en nombre de Mao Zedong, el comandante de la Armada del Ejército Popular de Liberación Xiao Jinguang, entregó la Medalla de la Amistad Sino-Soviética al personal de la flota, junto con un certificado de concesión firmado por Mao Zedong para todos los oficiales por encima del rango de teniente dentro de la flota soviética.
Tras el inicio de la ruptura chino-soviética en 1956, la condecoración dejó de concederse y fue eliminada definitivamente a principios de la década de 1960. Después de la muerte de Mao Zedong, con el inicio del periodo de reformas y apertura al exterior emprendido por Deng Xiaoping, que supuso la llegada de nuevos expertos y asesores extranjeros, la Administración Estatal de Asuntos de Expertos Extranjeros (SAFEA) retomó el Premio de la Amistad en 1991. Con un nuevo nombre Premio a la Amistad de la República Popular China, y otorgada a asesores o expertos extranjeros de cualquier nacionalidad.

## Descripción

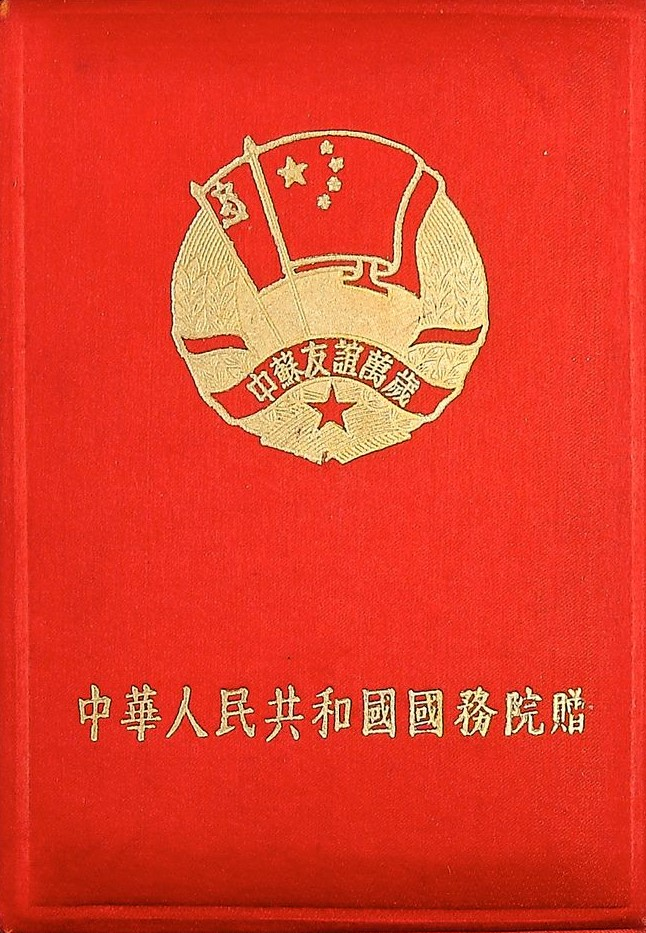
Certificado de concesión de la medalla

La medalla es redonda con base de oro. En la parte superior hay dos banderas superpuestas de la República Popular China y la Unión Soviética. La medalla está rodeada por dos espigas doradas y ramas de olivo. En la parte inferior de la medalla hay una cinta esmaltada de rojo con una inscripción dorada que pone «Larga Vida a la Amistad Chino-Soviética» en seis caracteres chinos tradicionales.
Debajo de la cinta hay una estrella roja de cinco puntas sobre las espigas doradas de trigo.
La medalla está conectada por un anillo a través del lazo de suspensión de la medalla a una montura pentagonal cubierta por una cinta de muaré de seda roja superpuesta de 24 mm con dos líneas amarillas de 3 mm de ancho cada una, y una estrella de cinco puntas de color cobre en medio de la cinta.
Cada medalla venía con un certificado de premio, este certificado se presentaba en forma de un pequeño folleto de cartón de 8 cm por 11 cm con el nombre del premio, los datos del destinatario y un sello oficial y una firma en el interior.